# Distrito de Bad Tölz-Wolfratshausen
El distrito de Bad Tölz-Wolfratshausen es uno de los 71 distritos en que está dividido administrativamente el estado alemán de Baviera. Es colindante (en el sentido de las agujas del reloj, empezando desde el Sur) con Austria y los distritos de Garmisch-Partenkirchen, Weilheim-Schongau, Starnberg, Múnich y Miesbach.

## Historia
El distrito se estableció en 1972 uniendo los distritos antiguos de Bad Tölz y Wolfratshausen.

## Geografía
Bad Tölz-Wolfratshausen es uno de los distritos alpinos en las fronteras alemanas-austríacas. El valle superior del río Isar separa los Alpes bávaros del Karwendel, una porción de los Alpes principalmente localizada en Austria. El pico más alto del distrito es el Schafreuter (2.100 m). 
El río Isar entra el distrito en el suroeste y fluye hacia el norte, pasando los dos pueblos principales del distrito, Bad Tölz y Wolfratshausen. En el sur alpino hay varios lagos de montaña: el Walchensee (16 km²), el Kochelsee (6 km²) y el Sylvensteinsee. En el noroeste, el distrito rodea el Lago Starnberg (Starnberger See).

## Escudo de armas
El escudo de armas muestra en:
- la parte superior: el león heráldico del condado medieval de Wolfratshausen;
- la izquierda: el diseño azul y blanco a cuadrados de Baviera;
- la derecha: los bastones que representan a la Abadía de Benediktbeuern.

## Pueblos y municipalidades

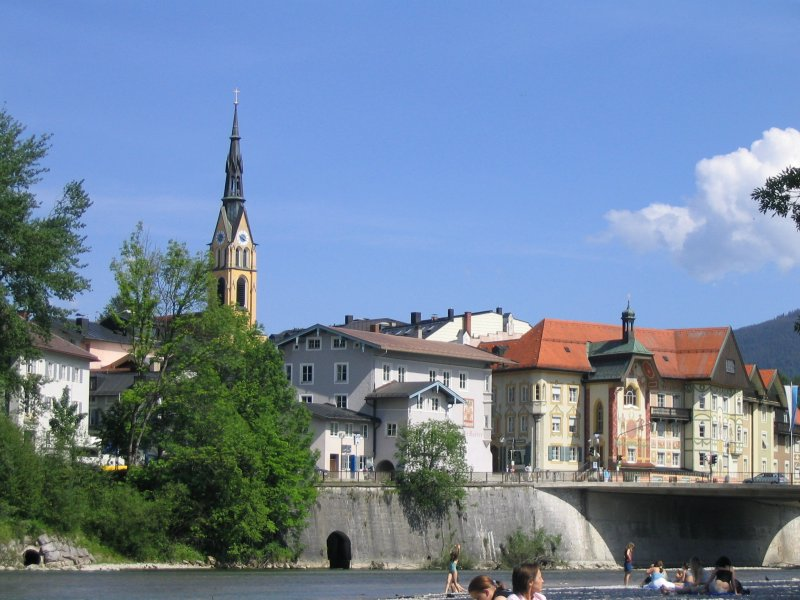
Bad Tölz.

| Municipios urbanos | Municipalidades |
| --- | --- |
| 1. Bad Tölz 2. Geretsried 3. Wolfratshausen Mancomunidades 1. Benediktbeuern (con los municipios de Benediktbeuern y Bichl) 2. Kochel am See (con Kochel am See y Schlehdorf 3. Reichersbeuern (con Greiling, Reichersbeuern y Sachsenkam) Áreas no incorporadas (7,99 km²) 1. Pupplinger Au (3,72 km²) 2. Wolfratshauser Forst (4,27 km²) | 1. Bad Heilbrunn 2. Benediktbeuern 3. Bichl 4. Dietramszell 5. Egling 6. Eurasburg 7. Gaißach 8. Greiling 9. Icking 10. Jachenau 11. Kochel am See 12. Königsdorf (Baviera) 13. Lenggries 14. Münsing 15. Reichersbeuern 16. Sachsenkam 17. Schlehdorf 18. Wackersberg |